# Mudschaddid
Mudschaddid (arabisch مجدد, DMG muǧaddid ‚Erneuerer‘) ist ein Ehrentitel, der im Islam Gelehrten zugesprochen wird, die eine herausragende Rolle bei der Wiederbelebung der ursprünglichen Prinzipien der islamischen Religion gespielt haben. Er stützt sich auf einen Hadith, demzufolge im Abstand von einhundert Jahren eine Person von Gott gesandt wird, um das Verständnis und die Ausübung der Religion durch die islamische Umma zu erneuern. Einige Gelehrte haben diesen Titel auch für sich selbst in Anspruch genommen.

## Der grundlegende Hadith und seine Auslegung
Der Hadith, auf den sich die Vorstellung von dem Mudschaddid stützt, wird im Kitāb as-Sunan von Abū Dāwūd as-Sidschistānī angeführt und über Abū Huraira auf den Propheten Mohammed zurückgeführt. Er steht ganz am Anfang des Kapitels über die endzeitlichen Kämpfe (malāḥim) und lautet im arabischen Original und in Übersetzung:

«إن الله يبعث لهذه الأمة على رأس كل مائة سنة من يجدد لها دينها»

„inna Llāha yabʿaṯu li-hāḏihī l-ummati ʿalā raʾsi kulli miʾati sanatin man yuǧaddidu lahā dīnahā“

„Gott sendet dieser Umma am Ende eines jeden Jahrhunderts jemanden, der ihre Religion erneuert.“

Da der Ausdruck man yuǧaddid sowohl als Singular oder Plural gelesen werden kann, wurde der Text des Hadith so verstanden, dass er sowohl eine Person oder eine Vielzahl bezeichnen kann. As-Suyūtī (gest. 1505) erklärt: „Der Mudschaddid kann eine einzige Person auf der ganzen Welt sein, wie es bei ʿUmar ibn ʿAbd al-ʿAzīz der Fall war, da er alleiniger Besitzer des Kalifats war, oder bei asch-Schāfiʿī, wegen des Konsenses der Wahrheitssucher darüber, dass er der Wissendste von den Leuten seiner Zeit war. Oder es können zwei Personen oder eine Gruppe von Personen sein, wenn kein Konsens über eine einzelne Person besteht.“ Dass Abū Dāwūd den Hadith in sein Kapitel über die endzeitlichen Kämpfe aufgenommen hat, erklärt as-Suyūtī damit, dass Gott zu Beginn eines jeden Jahrhunderts der Umma eine harte Prüfung (miḥna) auferlege, die er dann mit einer gewaltigen Güte ausgleiche, nämlich der Entsendung einer Person, die die Religion erneuert.
Der indopakistanische Gelehrte Abū l-Aʿlā Maudūdī (gest. 1979) verstand den Hadith so, dass kein Jahrhundert der Islamischen Zeitrechnung ohne Personen bleiben werde, die sich der „Flut der Dschāhilīya“ entgegenstellen und sich bemühen, den Islam in seiner ursprünglichen Form und seinem Geist in der Welt durchzusetzen. Hamid Algar weist darauf hin, dass das Verb yabʿaṯu, das für die Entsendung des Mudschaddid verwendet wird, dasselbe ist, das im Koran für die Entsendung für Propheten verwendet wird (siehe z. B. Sure 3:164, 7:103, 16:36). Hieraus schließt er, dass das Konzept eine göttliche Autorität ähnlich wie beim Prophetentum impliziert.

## Personen, die als Mudschaddid betrachtet werden
Im Laufe der Jahrhunderte gab es unter maßgeblichen Experten heftige Auseinandersetzungen, wer als Erneuerer des Islam anerkannt werden soll. Genannt werden unter anderen Herrscher, Juristen, Philosophen und Theologen. In der frühen Neuzeit wurden die Erneuerer der früheren Jahrhunderte in Listen zusammengestellt. So nennt zum Beispiel Muhammad Qāsim al-Qassār, der wichtigste Religionsgelehrte am Hofe des marokkanischen Herrschers Ahmad al-Mansur (1578–1603), in einem Gedicht unter anderem die folgenden Persönlichkeiten als Erneuerer: ʿUmar ibn ʿAbd al-ʿAzīz (Ende des 1. Jhs.), asch-Schāfiʿī (2. Jh.), Abū l-Hasan al-Aschʿarī (3. Jh.), al-Bāqillānī und al-Isfarāyinī (4. Jh.), al-Ghazali (5. Jh.), Fachr ad-Din ar-Razi (6. Jh.), Ibn Daqīq al-ʿĪd (7. Jh.), al-Bulqīnī und Abū l-Fadl al-ʿIrāqī (8. Jh.).

### Neuntes Jahrhundert
As-Suyūtī (gest. 1505) brachte in seiner Autobiographie at-Taḥaddūṯ bi-niʿmat Allāh seine Hoffnung zum Ausdruck, dass Gott ihm die Gunst gewähre, der Erneuerer des neunten Jahrhunderts sein zu dürfen. Diese Hoffnung ging in gewisser Weise in Erfüllung, denn die meisten späteren Mudschaddid-Listen führen ihn als Erneuerer des neunten Jahrhunderts auf, so auch diejenige von al-Qassār.

### Zehntes Jahrhundert
Über die Frage, wer der Erneuerer der Religion am Ende des 10. islamischen Jahrhunderts war (das Jahr 1000 der Hidschra entspricht dem Jahr 1591/92 u. Z.), gab es in der islamischen Welt sehr unterschiedliche Vorstellungen. Während al-Qassār in einem anderen Gedicht seinen eigenen Herrscher Ahmad al-Mansūr als den Erneuerer seiner Zeit präsentierte und dabei dessen prophetische Abkunft betonte, meinte man in sufischen Kreisen Marokkos, dass Abū l-Mahāsin al-Fāsī (gest. 1604), der Gründer der bekannten Zawiya der Fāsīyūn in Fès, „der Erneuerer am Ende des Jahrtausends“ (al-muǧaddid ʿalā raʾs al-alf) sei.
In Mekka nahm der produktive hanafitische Gelehrte ʿAlī al-Qārī (gest. 1605) den Mudschaddid-Rang für sich in Anspruch. Dasselbe tat in Indien der Naqschbandīya-Suf Ahmad as-Sirhindī (gest. 1624), doch betrachtete er sich nicht als gewöhnlichen Mudschaddid, sondern als Mudschaddid des Jahrtausends besonders ausgezeichnet ist. In seinen Maktūbāt schrieb er mit Bezug auf über sein eigenes Wissen:

„Diese Wissenschaften sind der Lichternische des Prophetentums entnommen […] Sie erhalten nach der Erneuerung des Jahrtausends Frische und erscheinen in junger Anmut. Der Inhaber dieser Wissenschaften und Kenntnisse ist der Erneuerer dieses Jahrtausends […] Wisse, dass in der Vergangenheit am Ende eines jeden Jahrhunderts ein Mudschaddid aufgetreten ist. Aber der Mudschaddid des Jahrhunderts ist nicht wie der Mudschaddid des Jahrtausends. Vielmehr ist der Unterschied zwischen den beiden wie der Unterschied zwischen Hundert und Tausend, ja sogar noch größer. Der Mudschaddid ist derjenige, durch den der Umma in jener Zeit die göttlichen Ausfließungen (fuyūḍ) zukommen, selbst wenn es sich um Pole, Pflöcke, Substitute oder Vornehme jener Zeit handelt.“

In einem späteren hagiographischen Werk über Sirhindī wird erzählt, dass ihn der Prophet Mohammed einmal in Begleitung der Propheten, Erzengel und Gottesfreunde besucht und bei dieser mit einem strahlenden Gewand aus reinem Licht bekleidet habe, wobei er erklärte, dass dies das „Gewand der Erneuerung des zweiten Jahrtausends“ (ḫilʿat-i taǧdīd-i alf-i ṯānī) sei. Das Ereignis wird in demselben Werk auf den 10. Rabīʿ I des Jahres 1010 (= 8. September 1601) datiert. Der Ausdruck Mudschaddid-i alf-i thānī („Erneuerer des zweiten Jahrtausends“) wurde zu einem festen Titel as-Sirhindīs, und diejenige Initiationskette der Naqschbandīya, die über Ahmad as-Sirhindī weitergeführt wird, ist als Mudschaddidīya bekannt.

### Zwölftes Jahrhundert
In der sufischen Traditionslinie, die sich auf Sirhindī beruft, traten später noch andere Personen auf, die den Rang des Mudschaddid für sich in Anspruch nahmen, so vor allem Schāh Walīyallāh ad-Dihlawī (gest. 1763). Er erklärte in seinem Werk at-Tafhīmāt al-ilāhīya, dass ihm Gott am Ende seines Philosophiestudium (daurat al-hikma) den „Erneuerermantel“ (ḫilʿat al-muǧaddidīya) verliehen habe, womit er an die Metaphorik Sirhindīs anknüpfte. Er habe das Wissen der Harmonisierung konfligierender Normen erhalten und erfahren, dass der Ra'y in der Scharia eine Verfälschung, in der Rechtsprechung jedoch eine edle Handlung (makruma) sei. Damit der Mudschaddid-Hadith auf ihn bezogen werden konnte, empfahl Schāh Walīyallāh, die Angabe „Ende eines jeden Jahrhunderts“ nicht genau zu nehmen, sondern als Schätzung (taḫmīn) zu betrachten. Außerdem sollte man als Ausgangspunkt für die Zählung der Jahrhunderte nicht die Hidschra, sondern den Tod des Propheten nehmen. Zur religiösen Rolle des Mudschaddid erklärte er:

„Der Mudschaddid ist ein Mann, dem Gott einen Anteil am Wissen des Korans und des Hadith gewährt und den anschließend er mit dem Gewand der Sakīna bekleidet hat. Sodann beschäftigt er sich damit, zu bestimmen, was als verboten, geboten, verwerflich, wünschenswert und erlaubt gilt, und säubert die Scharia von erfundenen Hadithen und falschen Analogieschlüssen sowie von Übertreibung (ifrāṭ) und Vernachlässigung (tafrīṭ). Dann macht Gott die Menschen danach durstig, Wissen von ihm zu erlangen.“

Nach Sajida S. Alvi wurde der Mudschaddid-Anspruch Schāh Walīyallāhs von der Mehrheit der muslimischen Gelehrten Indiens akzeptiert. Auch Abū l-Aʿlā Maudūdī akzeptierte ihn, allerdings nahm er daran Anstoß, dass Schāh Walīyallāh diesen Titel selbst für sich in Anspruch genommen hatte. Nur die Barelwīs stellten in Frage, dass Schāh Walīyallāh der Mudschaddid des 12. Jahrhunderts sei. Der Barelwī-Gelehrte Zafar ad-Dīn al-Bihārī (gest. 1962) beispielsweise nannte den Mogulherrscher Aurangzeb (reg. 1658–1707) und die beiden sufischen Gelehrten Kalīmallāh Tschischtī (gest. 1730) und Qādī Muhibballāh al-Bihārī (gest. 1707) als Erneuerer des 12. Jahrhunderts.

### 13. Jahrhundert
Nach Abul Hasan Ali Nadwi (gest. 1999) hielt eine große Gruppe von Gelehrten den indischen Reformer und Dschihad-Kämpfer Sayyid Ahmad Barelwi (gest. 1831) für den Mudschaddid des 13. Jahrhunderts. Hierzu merkte er an: „Wenn es etwas wie Erneuerung der Religion gibt, dann hat es sich in seinem Wesen gezeigt.“

### 14. Jahrhundert
Zu denjenigen, die im 14 islamischen Jahrhundert als Erneuerer im Sinne der Mudschaddid-Tradition angesehen wurden, gehörte Said Nursî (gest. 1960), der Begründer der Nurculuk-Bewegung. Die Barelwīs erklärten dagegen den Gründer ihrer Bewegung Ahmad Riza Khan Barelwi (gest. 1921) zum Mudschaddid des Jahrhundert, und die Deobandis antworteten darauf, indem sie auf die Verdienste ihres Gelehrten Ashraf Ali Thanwi (gest. 1943) verwiesen. Abū l-Aʿlā Maudūdī (gest. 1979), dem ebenfalls nachgesagt wurde, Anspruch auf den Rang des Erneuerertums zu erheben, wies diese Behauptung zurück, machte sich jedoch in seinem Werk Tajdīd o iḥyāʾ-i dīn („Erneuerung und Wiederbelebung der Religion“) viele Gedanken über dieses Konzept. Über die Eigenschaften, die ein Mudschaddid besitzen muss, schrieb er:

„Obwohl ein Mudschaddid kein Prophet ist, kommt er im Geiste dem Prophetentum sehr nahe. Er zeichnet sich durch einen klaren Verstand, eine scharfe Vision, unvoreingenommenes, klares Denken, die besondere Fähigkeit aus, den rechten Weg frei von allen Extremen zu erkennen und das Gleichgewicht zu wahren, die Fähigkeit, unabhängig von zeitgenössischen und jahrhundertealten sozialen und sonstigen Vorurteilen zu denken, den Mut, gegen das Übel der Zeit zu kämpfen, die angeborene Fähigkeit zu führen und zu leiten sowie eine außergewöhnliche Kompetenz, Idschtihād und die Arbeit des Wiederaufbaus zu übernehmen. Neben diesen herausragenden Eigenschaften muss er ein gründliches und umfassendes Verständnis des Islams erworben haben, ein vollkommener Muslim in Denken und Haltung sein, den Scharfsinn besitzen, Islam und Dschāhilīya bis ins kleinste Detail zu unterscheiden und die Wahrheit aus dem Wirrwarr längst etablierter Lügen herauszufiltern. Ohne diese außergewöhnlichen Eigenschaften kann niemand erwarten, ein Mudschaddid zu sein: Und genau diese Eigenschaften zeichnen auch einen Propheten aus, nur in einem weitaus höheren Maße.“

## Belege
1. ↑  Abū Dāwūd: Sunan, Kitāb al-Malāḥim, Bāb mā yuḏkar fī qarn al-mīʾa, Nr. 4291
2. ↑  as-Suyūṭī: at-Taḥaddūṯ bi-niʿmat Allāh. 1975, S. 225f.
3. ↑  as-Suyūṭī: at-Tanbiʾa bi-man yabʿaṯ Allāh ʿalā raʾs kull miʾa. 1410h, S. 69.
4. ↑  Maudūdī: Tajdīd o iḥyāʾ-i dīn. S. 34. – Engl. Übers. S. 36.
5. ↑  Algar: „The Centennial Renewer: Bediuzzaman Said Nursi and the Tradition of Tajdid“. 2001, S. 297.
6. ↑  Das Gedicht wird zitiert in al-Fāsī: al-Iʿlām bi-man ġabara. 2008, S. 48.
7. ↑  as-Suyūṭī: at-Taḥaddūṯ bi-niʿmat Allāh. 1975, S. 227.
8. ↑  al-Fāsī: al-Iʿlām bi-man ġabara. 2008, S. 48.
9. ↑  Vgl. al-Fāsī: al-Iʿlām bi-man ġabara. 2008, S. 49.
10. ↑  Vgl. dazu Ch. Pellat: Art. "al-Fāsī" in The Encyclopaedia of Islam. New Edition Bd. XII, S. 302–303.
11. ↑  Vgl. al-Fāsī: al-Iʿlām bi-man ġabara. 2008, S. 61.
12. ↑  Vgl. Patrick Franke: "Querverweis als Selbstzeugnis - Individualität und Intertextualität in den Schriften des mekkanischen Gelehrten Mulla ʿAli al-Qari (gest. 1014/1606)" in St. Reichmuth u. Fl. Schwarz (Hg.): Zwischen Alltag und Schriftkultur: Horizonte des Individuellen in der arabischen Literatur des 17. und 18. Jahrhunderts. Beirut-Würzburg 2008. S. 131–163. S. 158.
13. ↑  Aḥmad Sirhindī: Maktūbāt. Karachi ohne Datum (Reprint Hakikat Kitabevi Istanbul 1977). Bd. II, S. 21f Digitalisat. – Arabische Übersetzung von Muḥammad Murād al-Munzāwī: ad-Durar al-maknūnāt an-nafīsa fī taʿrīb al-maktūbāt aš-šarīfa. Ohne Ort und Datum. Bd. II, S. 22. Digitalisat
14. ↑  Algar: „The Centennial Renewer: Bediuzzaman Said Nursi and the Tradition of Tajdid“. 2001, S. 300.
15. ↑  Ḫwāja Muḥammad Iḥsān: Raużat al-Qaiyūmīya, Urdu-Übersetzung Iqbāl Aḥmad Fārūqī. Lahore 1409/1989. Bd. I, S. 164, 170. Digitalisat
16. ↑  Friedmann: Shaykh Aḥmad Sirhindī. An outline of his thought and a study of his image in the eyes of posterity. 1971. S. 14.
17. ↑  Algar: „The Centennial Renewer: Bediuzzaman Said Nursi and the Tradition of Tajdid“. 2001, S. 298.
18. ↑  Šāh Walī Allāh: at-Tafhīmāt al-ilāhīya. 1936, Bd. I, S. 40, Bd. II, S. 114.
19. ↑  Šāh Walī Allāh: at-Tafhīmāt al-ilāhīya. 1936, Bd. I, S. 40.
20. ↑  Alvi:  "The Mujaddid and Tajdīd Traditions in the Indian Subcontinent: An Historical Overview". 1994, S. 1.
21. ↑  Abū l-Ḥasan Nadvī: Tārīẖ-i Daʿvat va-ʿAzīmat. Karachi 1980. Bd. VI/2, S. 525. Digitalisat
22. ↑  Algar: „The Centennial Renewer: Bediuzzaman Said Nursi and the Tradition of Tajdid“. 2001, S. 303.
23. ↑  Alvi:  "The Mujaddid and Tajdīd Traditions in the Indian Subcontinent: An Historical Overview". 1994, S. 13.
24. ↑  Maudūdī: Tajdīd o iḥyāʾ-i dīn. S. 110. – Engl. Übers. S. 114.
25. ↑  Maudūdī: Tajdīd o iḥyāʾ-i dīn. S. 35f. – Engl. Übers. S. 37f.